# McCrory (Arkansas)
McCrory es una ciudad ubicada en el condado de Woodruff en el estado estadounidense de Arkansas. En el Censo de 2010 tenía una población de 1729 habitantes y una densidad poblacional de 279,9 personas por km².

## Geografía
McCrory se encuentra ubicada en las coordenadas 35°15′27″N 91°11′49″O / 35.25750, -91.19694. Según la Oficina del Censo de los Estados Unidos, McCrory tiene una superficie total de 6.18 km², de la cual 6.18 km² corresponden a tierra firme y (0%) 0 km² es agua.

## Demografía
Según el censo de 2010, había 1729 personas residiendo en McCrory. La densidad de población era de 279,9 hab./km². De los 1729 habitantes, McCrory estaba compuesto por el 81.26% blancos, el 16.89% eran afroamericanos, el 0.06% eran amerindios, el 0% eran asiáticos, el 0% eran isleños del Pacífico, el 0.58% eran de otras razas y el 1.21% pertenecían a dos o más razas. Del total de la población el 1.04% eran hispanos o latinos de cualquier raza.